# Manuel Salas i Sureda
Manuel Salas i Sureda (Palma, 1880-1942) fou un industrial, financer i polític mallorquí.
Fill de Manuel Salas Palmer. De molt jove es va fer càrrec dels negocis familiars, els més considerables dels quals eren La Petrolera situada en es Molinar (Palma), empresa de refineria de petroli, i La Salinera Española (amb factories a Eivissa i a San Pedro del Pinatar). Fundà diverses empreses, que tingueren una considerable influència en l'economia illenca, entre les quals La Naviera Mallorquina (1924) i L'Agrícola Mallorquina.
Feu grans inversions a les seves propietats rurals en la promoció del camp i introduí noves tècniques de conreu i d'adobs químics. Tenia nombroses possessions tant al pla com a la muntanya (Xorrigo, es Cabàs, Son Sureda, s'Alqueria d'Avall, Solleric, Pocafarina, etc. Fou vocal del Banc de Crèdit Balear (1905-11) i cessà per discrepar dels importants crèdits concedits a Joan March i Ordinas. Intervingué (1933-34) en l'establiment del Banco Español de Crédito a Palma.
Políticament fou maurista i, encara que no ocupà cap càrrec en el partit, fou una de les seves personalitats més visibles; en diverses ocasions finançà campanyes electorals de Maura a Mallorca. Va tenir un paper destacat en l'organització del caciquisme rural de signe conservador. Fou regidor de l'Ajuntament de Palma pel Partit Conservador (1909-13) i diputat provincial (1919-22).